# (4839) Daisetsuzan
(4839) Daisetsuzan es un asteroide perteneciente al cinturón de asteroides, descubierto el 25 de agosto de 1989 por Kin Endate y el también astrónomo Kazuro Watanabe desde el Observatorio de Kitami, Hokkaidō, Japón.

## Designación y nombre
Designado provisionalmente como 1989 QG. Fue nombrado Daisetsuzan en homenaje a las montañas Daisetsuzan, que se elevan a una altitud de unos 2000 metros en el centro de Hokkaido.

## Características orbitales
Daisetsuzan está situado a una distancia media del Sol de 2,434 ua, pudiendo alejarse hasta 2,607 ua y acercarse hasta 2,261 ua. Su excentricidad es 0,071 y la inclinación orbital 7,579 grados. Emplea 1387 días en completar una órbita alrededor del Sol.

## Características físicas
La magnitud absoluta de Daisetsuzan es 12,9. Tiene 8,141 km de diámetro y su albedo se estima en 0,202. Está asignado al tipo espectral Xc según la clasificación SMASSII.